# Polojnik
Polojnik (znanstveno ime Himantopus himantopus) je vrsta vodnih ptičev iz družine sabljark, razširjena po tropskih in subtropskih predelih Starega sveta.

## Opis
V večini svojega območja razširjenosti je nezamenljiv, z izjemno dolgimi nogami rdečkasto-rožnate barve, skoraj kot igla tankim in ravnim kljunom ter kontrastno črno-belo operjenostjo. Odrasli zrastejo v dolžino 33–36 cm. Noge merijo 17–24 cm, kar predstavlja skoraj dve tretjini telesne dolžine. Na račun tega je polojnik vpisan v Guinnessovo knjigo rekordov kot ptič s proporcionalno najdaljšimi nogami na svetu.
Po hrbtnem delu telesa je perje črno, vključno s celotnimi perutmi, medtem ko je vzorec temne barve po zgornjem delu glave in vratu variabilen; samci imajo običajno več črne od samic. Samice in mladiči imajo črne dele z rjavim odtenkom, odrasli samci pa bleščeče z rahlim zelenim odtenkom. Mladiči imajo poleg tega manj živo obarvane noge in bel zadnji rob peruti, vendar te razlike do prvega poletja niso več očitne.
So dokaj družabni ptiči in se v skupinah oglašajo z nosljatim, ponavljajočim se »kek ... kek ... kek«, ki postane višji in hitrejši ob vznemirjenju, alarmni klic pa je podaljšan »kjaaa«.

## Ekologija in razširjenost
Zaradi dolžine nog se lahko prehranjujejo v globlji vodi od ostalih ptičev, ki brodijo in brskajo po dnu. Zadržuje se v raznovrstnih plitvih mokriščih, od sladkovodnih do slanih, kjer pretežno lovi vodne žuželke, rake, pajke in druge nevretenčarje, pa tudi žabje paglavce in manjše ribe. Uporablja različne tehnike lova in je prilagodljiv glede izbire plena (odvisno od letnega časa in predela sveta, kjer živi).
Običajno gnezdi v sladkovodnih mokriščih z zadostnimi viri hrane, kjer par zgradi preprosto gnezdo na tleh, najraje na otočkih sredi vode. Samica izleže 3–6 jajc in jih vali 3–4 tedne. Obdobje gnezditve je odvisno od podnebnih razmer. Mladiči se samostojno prehranjujejo od prvega dneva izvalitve in zapustijo gnezdo ter se popolnoma osamosvojijo po približno enem mesecu.
Vrsta je razširjena skoraj po vseh tropskih in subtropskih predelih Afrike in Evrazije. Ptiči s severnejših delov območja razširjenosti se jeseni odselijo proti jugu in tam prezimijo – evropski v Afriko in severnoazijski v Južno Azijo, ostali pa ostanejo na istem območju vse leto. Zaradi ogromnega območja razširjenosti in populacije, ki jo ocenjujejo na okrog pol milijona osebkov, vrsta ne velja za ogroženo po merilih Svetovne zveze za varstvo narave. V Novem svetu je namesto polojnika razširjena bližnje sorodna vrsta Himantopus mexicanus na avstralski celini pa Himantopus leucocephalus. Pri tem je sistematika težavna in nekateri viri še vedno obravnavajo polojnika kot edino vrsto rodu Himantopus, razširjeno po vsem svetu.
V Sloveniji je do konca 20. stoletja veljal polojnik za izjemno redko gnezdilko, kasneje pa so bile zaradi renaturacij gnezditve redno zabeležene na Obali in zadrževalniku Medvedce ter v naravnem rezervatu Ormoške lagune na severovzhodu. Najpomembnejše gnezdišče so Sečoveljske soline.